# 아시아 태평양 비즈니스 포럼
아시아 태평양 비즈니스 포럼(Asia-Pacific Business Forum, APBF)은 아태지역 경제와 관련한 정책이슈에 대해 정부, 기업, 민간부문간의 토론의 장을 제공하고, 기업-정부-민간 간 네트워킹과 동반자관계 구축을 위하여 2004년 이후 매년 상반기에 아시아 태평양 경제 사회 위원회(ESCAP) 사무국 주최로 개최되는 회의이다.

## 회의 개최 현황
| 개최일시   | 주 제                                                 | 개최 장소            |
| ---------- | ----------------------------------------------------- | -------------------- |
| 2004년 4월 | 새로운 비즈니스 기회 탐색                             | 중국, 상하이         |
| 2005년 5월 | 아·태 지역의 변화, 도전과 기회                        | 태국, 방콕           |
| 2006년 4월 | 아·태 지역발전을 위한 민-관 파트너십                  | 인도네시아, 자카르타 |
| 2007년 5월 | 아시아-유럽의 경계로서의 중앙아시아의 가능성          | 차자흐스탄, 알마티   |
| 2008년 4월 | 에너지 안보: 지역 에너지 협력의 기회와 민-관 파트너십 | 태국, 방콕           |
| 2009년 1월 | 기후변화: 기후변화 적응을 위한 혁신과 해법            | 태국, 방콕           |
| 2010년 4월 | 비즈니스 기회와 저탄소 경제                           | 중국, 쿤밍           |
| 2011년 6월 | Facing Challenges, Capturing Opportunities            | 태국, 방콕           |

## 같이 보기
- 아시아 태평양 경제 사회 위원회(ESCAP)